# Relay 2
Relay 2 – amerykański technologiczny satelita telekomunikacyjny skonstruowany przez NASA. Następca satelity Relay 1 i podobny do niego.
Satelita przebywa na orbicie okołoziemskiej, której trwałość szacuje się na 1 milion lat.
Zaprojektowany jako satelita komunikacyjny, przenosi również przyrządy naukowe do badania pasów radiacyjnych.
Oś obrotu wskazuje na punkt na sferze niebieskiej o współrzędnych rektascencja 130°, deklinacja -60°. Początkowa prędkość obrotowa statku wynosiła 173 obr./min.
Posiadał dwa nadajniki. Jeden wykorzystywany do nadawania telemetrii (1 sekundowy cykl nadawania). Relay 2 pozbawiony został problemów z łącznością (zła interpretacja komend), które nękały Relay 1.
Dwa pokładowe transpondery do testów łączności satelitarnej działały normalnie do 20 listopada 1966. 20 stycznia 1967 awarii uległ pierwszy, a 9 czerwca tego samego roku drugi transponder.